# 威金斯 (阿拉巴馬州)
威金斯（英語：Wiggins）是一個位於美國亚拉巴马州卡溫頓縣的非建制地區。該地的面積和人口皆未知。

## 地理
威金斯的座標為31°18′58″N 86°19′43″W / 31.31611°N 86.32861°W，而該地最高點為海拔高度96米（即315英尺）。